# Perfluoroctansäure
Perfluoroctansäure (Kurzzeichen PFOA, von engl. perfluorooctanoic acid) ist eine Perfluorcarbonsäure, d. h. eine durchgängig fluorierte Carbonsäure, die zu den per- und polyfluorierten Alkylverbindungen (PFAS) gehört.
PFOA wird als „Ewigkeitschemikalie“ bezeichnet, weil sie sich in der Umwelt nie abbaut. Aufgrund seiner Einstufung als CMR-Stoff und PBT-Stoff sind – von wenigen Ausnahmen abgesehen – die Herstellung und das Inverkehrbringen von PFOA und Vorläuferverbindungen in der EU seit dem 4. Juli 2020, in der Schweiz seit dem 1. Juni 2021, verboten.

## Gewinnung und Darstellung
Die Darstellung von PFOA kann durch die elektrochemische Fluorierung (ECF) und die Telomerisierung erfolgen. Die ECF kam ab den 1950er-Jahren bis 2002 zum Einsatz, die Telomerisierung ab 2002.
Bei ECF entstehen als Nebenprodukte Anionen von Perfluorcarbonsäuren unterschiedlicher Kettenlänge, namentlich Perfluorhexanoat (0,73 %), Perfluorheptanoat (3,7 %), Perfluornonanoat (0,2 %), Perfluordecanoat (0,0005 %), Perfluorundecanoat (0,0008 %) und Perfluordodecanoat (0.0008%). Bei 78 % handelt es sich um lineare Isomere, 22 % sind verzweigt. Bei der Telomerisierung entsteht hingegen ein isomerenreines lineares Produkt.

## Eigenschaften
Von PFOA gibt es 39 mögliche Konstitutionsisomere: 1 mit Kettenlänge 8 (linear), 5 mit Kettenlänge 7, 13 mit Kettenlänge 6, 16 mit Kettenlänge 5, 4 mit Kettenlänge 4.
PFOA hat öl- und wasserabstoßende (amphiphobe) Eigenschaften.
Die hohe Stabilität und Widerstandsfähigkeit der Perfluoroctansäure bei unterschiedlichsten Bedingungen begründen ihre Eignung für diverse Anwendungen. Perfluoroctansäure ist ein inzwischen in der Umwelt weit verbreiteter Stoff, da sie sowohl persistent als auch bioakkumulativ ist.
In Wasser kann die Verbindung mit Hilfe eines Bornitrid-Titandioxid-Verbundstoffs unter Sonnenlicht abgebaut werden.

## Salze und Ester
Perfluoroctansäure wird bzw. wurde hauptsächlich als Ammoniumsalz Ammoniumperfluoroctanoat hergestellt und verwendet. Neben diesem sind auch noch eine Reihe anderer Salze verfügbar. Diese werden bzw. wurden als Zwischenprodukte bei der Synthese anderer fluorierter Verbindungen eingesetzt.
Die Salze können durch Neutralisation wässriger oder Diethylether-Lösungen von Perfluoroctansäure mit dem entsprechenden Metallhydroxid oder Metallcarbonat gewonnen werden.

## Verwendung
Perfluoroctansäure wurde (in Form von Ammoniumperfluoroctanoat (APFO)) vor allem als Hilfsmittel (Emulgator) für die Herstellung von Polymeren wie Polytetrafluorethylen (bei Chemours: Teflon) gebraucht. In diesen Prozessen werden inzwischen die Ersatzstoffe ADONA (Dyneon) oder das Ammoniumsalz von HFPO-DA/GenX (Chemours) verwendet.

## Exposition
Wissenschaftler haben diese Chemikalie in Lebewesen auf der gesamten Welt nachgewiesen – von Tieren in der Tiefsee bis hin zu Vögeln, die auf abgelegenen Inseln leben. Bei 99 % der untersuchten Einwohner Kaliforniens wurde PFOA im Blutserum nachgewiesen. Bei allen der 100 zwischen 2009 und 2019 genommenen Humanblutproben aus der deutschen Umweltprobenbank wurde zwischen 0,27 und 14 μg/l PFOA gefunden. In 86 % der Blutplasma-Proben von 1109 Kindern und Jugendlichen zwischen 3 und 17 Jahren, die im Rahmen der Deutschen Umweltstudie zur Gesundheit von Kindern und Jugendlichen (GerES V) untersucht worden waren, wurde PFOA in einer Konzentration bis zu 6,33 ng/ml nachgewiesen. Auch Muttermilch aus allen Kontinenten enthält PFOA. PFOA kommt als Verunreinigung oder Abbauprodukt von Fluorchemikalien in die Umwelt oder den menschlichen Körper. Zu den wichtigsten Emissionsquellen gehören schmutz- und wasserabstoßend ausgerüstete Teppiche und Textilien sowie Feuerlöschschaum (AFFF).
Vorläuferstoffe von PFOA wie Fluortelomeralkohole (FTOH) tragen zur Kontamination mit PFOA bei. FTOH werden für die Herstellung wasser- und fettabweisender Beschichtungen eingesetzt, die in Lebensmittelverpackungen (z. B. Backpapier, Pizzakartons, Popcornverpackung), aber auch für Teppichböden und Autositze verwendet werden. Aus Verpackungen kann PFOA als Verunreinigung oder Abbauprodukt in die Lebensmittel wandern.
Im Trinkwasser im Rhein-Ruhr-Gebiet wurden Konzentrationen von bis zu 500 ng/l nachgewiesen. Diese Verunreinigung wurde durch auf Feldern in der Landwirtschaft ausgebrachten kontaminierten Dünger verursacht.
PFOA wurde im Industriepark Werk Gendorf von 1968 bis 2003 produziert, zunächst von Hoechst, ab 1999 von der Tochterfirma des US-Konzerns 3M Dyneon – dabei kontaminierten Feinstaub-Emissionen den Boden, das Grundwasser und schließlich das Trinkwasser. Erst als Greenpeace im November 2006 in der Alz unterhalb des Industrieparks Werk Gendorf in der Gemeinde Burgkirchen an der Alz hohe Konzentrationen von PFOA nachgewiesen hatte, wurde das Ausmaß der Verseuchung bekannt. Dabei übertreffen sie diejenigen im Rhein um das 10.000-fache. In dem Industriepark arbeiten neben 3M/Dyneon Firmen wie W. L. Gore & Associates, Linde und Clariant mit Fluorchemikalien. Der Industriepark Werk Gendorf verfügte zu dieser Zeit über eine Genehmigung zur Einleitung von 1000 μg/l perfluorierter Tenside in die Alz. Die in den Inn mündende Alz fließt kurz nach Gendorf durch ein Naturschutzgebiet. Durch die Einleitungen in die Alz war auch die Trinkwasserversorgung im Landkreis Altötting jahrzehntelang PFOA-belastet. Im November 2018 erfuhr die Öffentlichkeit erstmals von erhöhten PFOA-Werten, die auf die legalen Einleitungen aus dem Chemiepark in Gendorf in die Alz zurückzuführen sind. Die Werte im Grundwasser werden voraussichtlich bis 2030 noch steigen, vor 2050 ist kein Rückgang erwartbar. Seit 2016 unterschritten die PFOA-Messwerte im Trinkwasser deutlich den gesetzlichen Grenzwert von 0,1 μg/l. Seit 2019/2020 setzen die Städte Altötting und Neuötting sowie die Gemeinden Winhöring, Burgkirchen an der Alz und Kastl PFOA-Filteranlagen für eine PFOA-freie Trinkwasserversorgung ein.
Ein vergleichbares Problem stellt auch die Kontamination des Trinkwassers in Mittelbaden (Region zwischen Baden-Baden und Rastatt) mit per- und polyfluorierten Chemikalien dar. Auch hier wurde als Quelle die Verunreinigung von Ackerböden mit PFAS-haltigem Kompost identifiziert. Die bisher angewandte Lösung, das Trinkwasser über Aktivkohlefilter zu reinigen, ist aufwändig und teuer.
In Fischfilets aus zehn Seen südlich und westlich der Alpen wurden PFOA-Konzentrationen von bis zu 1 μg/kg gefunden.

## Gefahren- und Risikobeurteilung
Neben ihrer Langlebigkeit und ihrer Eigenschaft, sich in Organismen anzureichern, wird PFOA kaum aus dem menschlichen Körper ausgeschieden. Studien (Versuche an Nagetieren und epidemiologische Studien über Fabrikarbeiter) haben auf leberschädigende, reproduktionstoxische und krebserregende Eigenschaften hingewiesen. Bei stark exponierten Arbeitern wurde eine signifikant erhöhte Sterblichkeitsrate für Zirrhose und Leberkrebs im Vergleich zu einer regionalen Population festgestellt. 2023 stufte die Internationale Agentur für Krebsforschung (IARC) PFOA als krebserregend Gruppe 1 (karzinogen für Menschen) ein.
Weiter wurde ein dosisabhängiger Zusammenhang einer Exposition gegenüber PFOA und einem erhöhten Risiko für Diabetes mellitus Typ 2 beobachtet.
Die amerikanische Umweltbehörde Environmental Protection Agency (EPA) hatte im Februar 2006 mit den großen Fluorpolymerherstellern eine freiwillige Vereinbarung zur Elimination der PFOA-Emissionen aus Herstellung und Produktverunreinigung bis zum Jahre 2015 geschlossen. Dabei wurde festgehalten, dass es sich um eine Vorsorgemaßnahme handelt, ohne dass derzeit eine allgemeine Gefährdung für Mensch und Umwelt vorläge und im Hinblick auf Verbraucherprodukte kein Anlass zur Beunruhigung bestünde. In zahlreichen Fällen wurde der Hersteller DuPont zu Schadenersatz wegen gesundheitlicher Schäden durch PFOA verurteilt; der Umweltanwalt Robert Bilott, der die Kläger z. T. in Sammelklagen vertreten und umfangreiche Untersuchungen veranlasst hatte, wurde 2017 dafür mit dem Right Livelihood Award (Alternativer Nobelpreis) ausgezeichnet. Sein Wirken wurde 2019 im Film Vergiftete Wahrheit dokumentiert.
2008 stufte das deutsche Bundesinstitut für Risikobewertung aufgrund der üblichen Konzentrationen in der Nahrung gesundheitliche Risiken durch PFOA für den Menschen als unwahrscheinlich ein. In Zusammenhang mit den in der Alz geangelten Fischen hat das Bayerische Landesamt für Gesundheit und Lebensmittelsicherheit 2008 eine toxikologische Bewertung veröffentlicht. Bei Fischen aus der Ochtum wird wegen der hohen Belastung vom Verzehr abgeraten.
Die Europäische Behörde für Lebensmittelsicherheit hat die tolerierbare wöchentliche Aufnahmemenge (engl. tolerable weekly intake, TWI) im Dezember 2018 auf 6 ng pro kg Körpergewicht und Woche gesenkt. Dabei wurde festgestellt, dass die Exposition eines namhaften Anteils der Bevölkerung höher ist als dieser Wert. Im September 2020 senkte die EFSA den TWI für die Summe von vier PFAS – neben PFOA auch PFNA, PFHxS und PFOS – auf 4,4 ng pro kg Körpergewicht und Woche. Ein Grund für die Senkung war, dass Kinder mit höheren PFOA-Gehalten im Blutplasma niedrigere Gehalte an Impfantikörpern aufweisen, was einen verminderten Impfschutz zur Folge haben könnte.
Das Rijksinstituut voor Volksgezondheid en Milieu schlug 2017 gestützt auf die Wasserrahmenrichtlinie als Jahresdurchschnitts-Umweltqualitätsnorm ein Wert von 48 ng·l−1 vor. Für die zulässige Höchstkonzentration wurden Werte von 2800 ng·l−1 (Süßwasser) bzw. 560 ng·l−1 (Salzwasser) vorgeschlagen.

### Trinkwasser
In der Neufassung der Europäischen Trinkwasserrichtlinie – Richtlinie (EU) 2020/2184 – vom 16. Dezember 2020 gibt es keine Mindestanforderung spezifisch für PFOA. Allerdings gibt es eine solche (0,1 μg/l) für die Summe der PFAS, also die Summe von 20 PFAS – Perfluorcarbonsäuren und Perfluorsulfonsäuren mit Kohlenstoffkettenlängen von 4 bis 13 – zu welchen auch PFOA gehört.
In den Vereinigten Staaten wurde der Trinkwasserrichtwert für die lebenslange Exposition im Juni 2022 neu festgelegt. Der neue Wert beträgt 0,004 ng/l, während der zuvor gültige, 2016 festgelegte Wert 70 ng/l betrug.
Im Jahr 2002 hatte der PFOA-Trinkwasserrichtwert in West Virginia noch 150 000 ng/l betragen, was dem 37,5-Millionen-Fachen des heutigen Werts entspricht.

### Chemikalienrechtliche Regulierung
Im Jahr 2013 erfolgte eine Einstufung durch den Ausschuss für Risikobewertung (RAC) als reproduktionstoxisch Kategorie 1B, die mit der 5. ATP rechtskräftig wurde. Darauf aufbauend wurde ebenfalls im Jahr 2013 Perfluoroctansäure in die Kandidatenliste der besonders besorgniserregenden Stoffe nach REACH aufgenommen. Die EU-Kommission schloss im Juni 2017 ein Beschränkungsverfahren gegen PFOA und Vorläufersubstanzen ab. Demnach darf PFOA seit dem 4. Juli 2020 nicht mehr hergestellt und in den Verkehr gebracht werden. In Gemischen liegt die Obergrenze für PFOA bei 25 ppb und für PFOA-Vorläuferverbindungen bei 1000 ppb. Es gibt Ausnahmeregelungen für Arbeitsschutztextilien und Löschschäume.
Die Perfluoroctansäure (PFOA), ihre Salze und PFOA-verwandte Verbindungen (Vorläuferstoffe) wurden 2015 für die Aufnahme in das Stockholmer Übereinkommen nominiert und im Mai 2019 in Anlage A (Eliminierung) aufgenommen. In der Folge wurden in der EU die Regelungen vom Anhang XVII der REACH-Verordnung in die EU-POP-Verordnung verschoben und angepasst. Unter das Verbot fallen mehrere hundert Salze und Vorläufer von PFOA.